# David West (basketspelare)

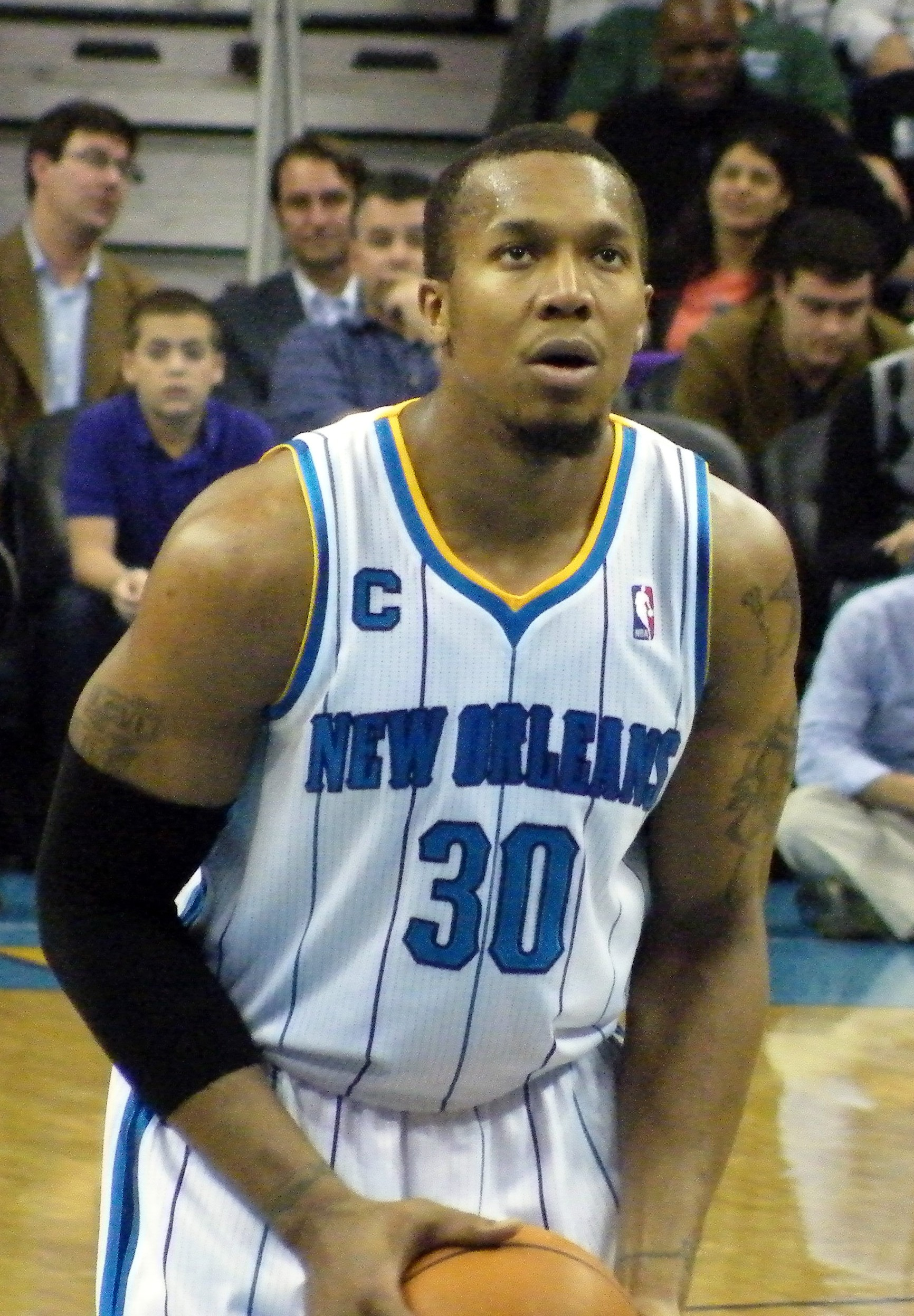
David West med New Orleans Hornets 2011.

David Moorer West, född 29 augusti 1980 i Teaneck i Bergen County i New Jersey, är en amerikansk tidigare basketspelare. Han spelade 15 säsonger i NBA som power forward, för bland annat New Orleans Hornets, Indiana Pacers och Golden State Warriors. Han blev NBA-mästare två gånger, 2017 och 2018, med Golden State Warriors.

## Lag
- New Orleans Hornets (2003–2011)
- Indiana Pacers (2011–2015)
- San Antonio Spurs (2015–2016)
- Golden State Warriors (2016–2018)

## Meriter i urval
- 2× NBA-mästare (2017 och 2018)
- 2× NBA All-Star (2008 och 2009)